# Lagerpeton
Lagerpeton es un género de dinosauromorfo basal del Ladiniense (Triásico medio) de Sudamérica. Se encontró en la Formación Chañares, Argentina y han aparecido varios especímenes de extremidades posteriores, caderas, vértebras y pies. Medía cerca de 0.7 metros de largo y poseía un pie único, con un dedo cuarto inusualmente alargado. La especie tipo, Lagerpeton chanarensis, fue descrita por Romer en 1971. Estaba relacionado con Dromomeron, que vivió durante el Triásico Superior en el suroeste de Estados Unidos.

## Sistemática
|  | Lagerpeton chanarensis                                                    |
|  |                                                                           |
|  | \| \| Dromomeron gregorii \| \| \| \| \| \| Dromomeron romeri \| \| \| \| |
|  |                                                                           |
|  | Dromomeron gregorii                                                       |
|  |                                                                           |
|  | Dromomeron romeri                                                         |
|  |                                                                           |

|  | Dromomeron gregorii |
|  |                     |
|  | Dromomeron romeri   |
|  |                     |

|  | Dinosauria |
|  |            |

|  | Lagerpeton chanarensis                                                    |
|  |                                                                           |
|  | \| \| Dromomeron gregorii \| \| \| \| \| \| Dromomeron romeri \| \| \| \| |
|  |                                                                           |
|  | Dromomeron gregorii                                                       |
|  |                                                                           |
|  | Dromomeron romeri                                                         |
|  |                                                                           |

|  | Dromomeron gregorii |
|  |                     |
|  | Dromomeron romeri   |
|  |                     |

|  | Dinosauria |
|  |            |

|  | Lagerpeton chanarensis                                                    |
|  |                                                                           |
|  | \| \| Dromomeron gregorii \| \| \| \| \| \| Dromomeron romeri \| \| \| \| |
|  |                                                                           |
|  | Dromomeron gregorii                                                       |
|  |                                                                           |
|  | Dromomeron romeri                                                         |
|  |                                                                           |

|  | Dromomeron gregorii |
|  |                     |
|  | Dromomeron romeri   |
|  |                     |

|  | Dinosauria |
|  |            |

|  | Lagerpeton chanarensis                                                    |
|  |                                                                           |
|  | \| \| Dromomeron gregorii \| \| \| \| \| \| Dromomeron romeri \| \| \| \| |
|  |                                                                           |
|  | Dromomeron gregorii                                                       |
|  |                                                                           |
|  | Dromomeron romeri                                                         |
|  |                                                                           |

|  | Dromomeron gregorii |
|  |                     |
|  | Dromomeron romeri   |
|  |                     |

|  | Dinosauria |
|  |            |